# Lipske nowizny a wšitkizny
Lipske nowizny a wšitkizny (в.-луж. Липские (Лейпцигские) новости и обобщения) — первая в истории газета на верхнолужицком языке.
Согласно серболужицкому историку Фёлькеля инициатором создания газеты стал немецкий учёный Карл Кёрнер, который обратился к Сербскому проповедническому обществу с письмом от 21 августа 1764 году, в котором предлагал создать газету на верхнелужицком языке. Первый номер газеты вышел в конце 1766 года по инициативе председателя Сербского проповеднического общества Яна Кжесчана Августа Коцора, переводчика Яна Венцеля (1737—1801), Яна Ринча и лингвиста Яна Заломона Френцеля. Второй номер газеты вышел в январе 1766 году. Газета выходила в Лейпцигском университете. Из-за нехватки материальных средств было выпущено только два номера. Редактированием газеты занимался Ян Венцель.
Экземпляры этих газет хранились до Второй мировой войны в библиотеке лужицкой культурно-просветительской организации «Матица сербская» в Будишине и были утрачены во время войны.

## Источник
- Geschichte der Universität Leipzig, 1409—2009, IV, стр. 683 (недоступная ссылка)
- Ein kleines Lexikon — Sorben/Serbja. Domowina-Verlag, Bautzen 1989, ISBN 3-7420-0405-0
- Гугнин А. А., Введение в историю серболужицкой словесности и литературы от истоков до наших дней, Российская академия наук, Институт славяноведения и балканистики, научный центр славяно-германских отношений, М., 1997, стр. 61. ISBN 5-7576-0063-2